# 王大伟
王大伟（1964年4月—），男，汉族，黑龙江望奎人，中华人民共和国政治人物。东北林业大学森林采运工程系森林采运工程专业全日制本科、硕士研究生毕业；哈尔滨工业大学管理学院技术经济及管理专业在职研究生毕业，管理学博士学位。

## 生平
1984年12月加入中国共产党。1987年7月，毕业于东北林业大学森林采运工程系森林采运工程专业。1990年7月，完成研究生学业，进入国家林业投资公司、国务院经济贸易办公室、国家经贸委办公厅工作。
1998年9月，任中国联通公司市场部副部长。1999年2月，任中国发展研究基金会副秘书长。

### 黑龙江时期
2001年6月至2003年6月间，挂职哈尔滨市人民政府副市长，此后为正式任职。2007年1月，任中共哈尔滨市委常委、政法委书记。2009年8月，任黑龙江省公安厅党委副书记、副厅长（正厅级）。

### 辽宁时期
2013年3月，任辽宁省公安厅党委书记、厅长。同年4月，任辽宁省人民政府党组成员、省长助理，辽宁省公安厅党委书记、厅长。2017年2月，任辽宁省人民政府副省长、党组成员，辽宁省公安厅党委书记、厅长。

### 落马
2022年3月，因涉嫌严重违纪违法，接受中央纪委国家监委纪律审查和监察调查。至此，辽宁省公安厅已连续四任厅长落马（李峰、李文喜、薛恒、王大伟）。9月29日，遭到开除党籍、开除公职处分。10月31日，王大伟涉嫌受贿一案由国家监察委员会调查终结，移送检察机关审查起诉。最高人民检察院以涉嫌受贿罪对王大伟作出逮捕决定。當局指控王大伟为掩盖“裸官”问题搞假结婚欺骗组织。
2023年10月19日，湖北省襄阳市中级人民法院一审公开开庭审理王大伟受贿一案。王大伟被控受贿超5.55亿元。
2024年1月6日，在中国中央电视台播出的电视专题片《持续发力 纵深推进》第一集中，披露了王大伟案的细节及电视认罪片段。专题片称，王大伟出任辽宁省公安厅厅长后，先后多次非法收受他人财物共计5.55亿余元，其中近一半是忠旺集团实际控制人刘忠田送的。忠旺集团申请破产的原因是在于刘忠田长期靠违法违规手段获取资源，脱实向虚、无序扩张。
2024年10月14日，湖北省襄阳市中级人民法院一审公开宣判，对王大伟以受贿罪判处死刑，缓期二年执行，剥夺政治权利终身，并处没收个人全部财产，在其死刑缓期执行二年期满依法减为无期徒刑后，终身监禁，不得减刑、假释。